# Партизанск
Партизанск (на руски: Партизанск) е град в Приморски край, Русия. Разположен е в хребета Сихоте Алин, на 170 km източно от Владивосток. Административен център е на Партизански район. Към 2015 г. има население от 37 689 души.

## Икономика
Основни отрасли, които се развиват тук са въгледобивът и дърводобивът. Партизанск разполага и с малка ТЕЦ, която носи името на града.